# Zach Tom
Zachary Miskom Tom (Baton Rouge, 26 marzo 1999) è un giocatore di football americano statunitense che milita nel ruolo di offensive guard per i Green Bay Packers della National Football League (NFL).

## Carriera

### Green Bay Packers
Al college Tom giocò a football alla Wake Forest University. Fu nel corso del quarto giro (140º assoluto) del Draft NFL 2022 dai Green Bay Packers. Il 26 maggio firmò un contratto quadriennale. Debuttò nella NFL l'11 settembre 2022 nella sconfitta del primo turno contro i Minnesota Vikings, prendendo il posto della guardia sinistra Jon Runyan Jr. che aveva subito una commozione cerebrale nel terzo quarto. La sua stagione da rookie si concluse con 9 presenze, di cui 5 come titolare.
Il 21 luglio 2025 Tom firmò un nuovo contratto quadriennale del valore di 88 milioni di dollari, di cui 30 milioni di bonus alla firma, il più alto per un offensive lineman nella storia della lega.